# استرت‌فورد
استرت‌فورد (به انگلیسی: Stretford) یک شهرک در بریتانیا است که در ترافورد واقع شده‌است. استرت‌فورد ۴۶٬۹۱۰ نفر جمعیت دارد.